# Eleições parlamentares europeias de 1999 (Áustria)
As eleições parlamentares europeias de 1999 na Áustria foram realizadas a 13 de junho para eleger os 21 assentos do país para o Parlamento Europeu.

## Resultados Nacionais
| Partido                 | Partido                       | Votos     | %               | +/-   | Deputados | +/-     |
| ----------------------- | ----------------------------- | --------- | --------------- | ----- | --------- | ------- |
|                         | Partido Social-Democrata      | 888 338   | 31,71 / 100,00  | 2,56  | 7 / 21    | 1       |
|                         | Partido Popular               | 859 175   | 30,67 / 100,00  | 1,02  | 7 / 21    | Estável |
|                         | Partido da Liberdade          | 655 519   | 23,40 / 100,00  | 4,13  | 5 / 21    | 1       |
|                         | Os Verdes - Alternativa Verde | 260 273   | 9,29 / 100,00   | 2,48  | 2 / 21    | 1       |
|                         | Foro Liberal                  | 74 467    | 2,66 / 100,00   | 1,60  | 0 / 21    | 1       |
|                         | Aliança Social Cristã         | 43 084    | 1,54 / 100,00   | Novo  | 0 / 21    | Novo    |
|                         | Outros                        | 20 497    | 0,73 / 100,00   |       | 0 / 21    |         |
| Votos Inválidos         | Votos Inválidos               | 87 380    | 3,02 / 100,00   | 0,40  |           |         |
| Total                   | Total                         | 2 888 733 | 100,00 / 100,00 |       | 21 / 21   |         |
| Eleitorado/Participação | Eleitorado/Participação       | 5 847 660 | 49,40 / 100,00  | 18,23 |           |         |
| Fonte                   | Fonte                         | [ 1 ]     | [ 1 ]           | [ 1 ] | [ 1 ]     | [ 1 ]   |